# 浦田観音駅
浦田観音駅（うらだかんのんえき）は、長崎県南島原市南有馬町浦田にあった島原鉄道島原鉄道線の駅（廃駅）である。

## 歴史
- 1932年（昭和7年）11月15日：口之津鉄道の駅として開業。
- 1943年（昭和18年）7月1日：会社合併により、島原鉄道の駅となる。
- 1985年（昭和60年）12月：新待合室竣工。
- 2008年（平成20年）4月1日：島原外港 - 加津佐間の廃線により、廃駅となる。

## 駅構造
単式ホーム1面1線を有する地上駅。無人駅。駅構内は待合室のみ。駅に行くにはホーム加津佐寄りにある踏切の脇から入り込むようになっている。

## 利用状況
営業最終年度である2007年度の年間乗車人員は9,262人、降車人員は8,665人であった。
| 年度               | 年間 乗車人員 | 年間 降車人員 |
| ------------------ | ------------- | ------------- |
| 1997年（平成09年） | 94,976        | 98,245        |
| 1998年（平成10年） | 91,240        | 95,105        |
| 1999年（平成11年） | 79,770        | 86,082        |
| 2000年（平成12年） | 71,229        | 79,428        |
| 2001年（平成13年） | 66,671        | 73,076        |
| 2002年（平成14年） | 69,739        | 75,987        |
| 2003年（平成15年） | 61,209        | 65,858        |
| 2004年（平成16年） | 46,979        | 50,666        |
| 2005年（平成17年） | 29,804        | 31,447        |
| 2006年（平成18年） | 17,304        | 17,548        |
| 2007年（平成19年） | 9,262         | 8,665         |

## 駅周辺
住宅はやや多い。
- 国道251号
- 浦田観音（浅間神社）

## 隣の駅
島原鉄道
島原鉄道線
常光寺前駅 - 浦田観音駅 - 原城駅